# Västerås BK30
Ej att förväxla med bandyklubben Västerås BK
Västerås BK30 är en idrottsförening i Västerås. Klubben grundades den 29 november 1929 genom en sammanslagning av IK City och IK Sture, men registrerades i RF 1930, därav årtalet i klubbnamnet. Klubben bedriver numera främst fotboll, men har tidigare även haft verksamhet inom bandy, ishockey, handboll, bordtennis samt friidrott.
Fotbollsverksamheten har sin verksamhet samlat kring Ringvallens IP i Västerås och verksamheten baseras på fotboll för flickor, pojkar, herrar och damer. Föreningen representeras på seniorsidan av ett lag i Division 3 för herrar och ett damlag som spelar i Division 1.
1969 startade klubben ett damlag i fotboll, som spelade i Damallsvenskan 1994. Västerås BK30 damer spelade säsongen 2017 och 2018 i Elitettan, vilket är Sveriges näst högsta serie.
Klubben genomför varje år en turnering i oktober, McDonalds Cup, för ungdomar mellan 10 och 17 år. Antalet deltagande lag brukar vara cirka 190 lag.
Bandy var fram till mitten av 1980-talet en stor gren.
Klubben har 3 stycken ungdomslag på herrsidan U17, U16 och U15